# NGC 5626
NGC 5626 ist eine Linsenförmige Galaxie vom Hubble-Typ S0/a im Sternbild Wasserschlange südlich der Ekliptik. Sie ist schätzungsweise 303 Millionen Lichtjahre von der Milchstraße entfernt und hat einen Durchmesser von etwa 110.000 Lj.
Das Objekt wurde am 30. März 1835 von John Herschel mit einem 18-Zoll-Spiegelteleskop entdeckt, der dabei „eF, R, 20 arcseconds“ notierte.